# Clyde River (Nunavut)
Clyde River es una aldea canadiense situada en el territorio de Nunavut.

## Superficie
Clyde River tiene una superficie de 103,38 km².

## Demografía
En 2021, tenía 1181 habitantes, una densidad poblacional de 11,4 hab./km², y 278 viviendas.